# На пляжі
«На пляжі» (англ. Beaches) — американська драмедія 1988 року режисера Гаррі Маршалла з Бетт Мідлер і Барбарою Герші в головних ролях.

## Сюжет
Історія розпочинається з випадкового знайомства на пляжі в Каліфорнії двох одинадцятирічних дівчат із різних соціальних верств — благополучної багатої аристократки Гілларі Вітні і не дуже забезпеченої, енергійної, вульгарної Сесилії «Сі Сі» Блум, яка мріє про кар'єру шоу — зірки. Впродовж багатьох років двох дівчат пов’язує бурхлива, але міцна і зворушлива дружба.

## У ролях
| Актор           | Роль                       |
| --------------- | -------------------------- |
| Бетт Мідлер     | Сесилія Керол «Сі Сі» Блум |
| Маїм Бялік      | 11-річна Сі Сі Блум        |
| Барбара Герші   | Гілларі Вітні Ессекс       |
| Джон Герд       | Джон Пірс                  |
| Сполдінг Грей   | Доктор Річард Мільштейн    |
| Джеймс Рід      | Майкл Ессекс               |
| Грейс Джонстон  | Вікторія Ессекс            |
| Лайні Казан     | Леона Блум                 |
| Гектор Елізондо | Суддя                      |
| Гаррі Маршалл   | Директор прослуховування   |

## Критика
Незважаючи на загалом негативні відгуки критиків, фільм мав комерційний успіх, зібравши 57 мільйонів доларів у прокаті. Rotten Tomatoes дав оцінку 43 % на основі 44 відгуків від критиків і 88 % від більш ніж 50000 глядачів.